# Herkules gegen die Tyrannen von Babylon
Herkules gegen die Tyrannen von Babylon (Originaltitel: Ercole contro i tiranni di Babilonia) ist ein italienischer Sandalenfilm aus dem Jahr 1964. Domenico Paolella inszenierte den Film mit dem US-Bodybuilder Peter Lupus in der Titelrolle.

## Handlung
Babylonische Krieger haben Asparia gefangen genommen und als Sklavin verkauft. Niemand erkennt in Asparia die griechische Königin. Herkules wird zu ihrer Befreiung entsandt. Die Nachrichten über einen Mann, der die gesamten babylonischen Streitkräfte besiegt, gelangen auch zu den Sklaven. Asparia kann eine Nachricht über ihren Aufenthaltsort an Herkules abschicken. 
Drei Geschwister regieren Babylon: die schöne Tamil, der kriegerische Salmanassar und der konservative Assur. Der assyrische König Malik will von ihnen alle Sklaven aufkaufen. Die Geschwister hegen den Verdacht, Malik wolle eine Sklavenarmee aufstellen. Tamil kann den König verführen und unter Drogen setzen. Sie erfährt, dass Malik auf der Suche nach Asparia ist. Er will sie heiraten und die beiden Reiche vereinen. 
Die Geschwister planen ein Attentat auf Malik. Herkules erfährt von dem Plan und verhindert den Mord. Herkules schwört Malik Loyalität und macht sich dann in Begleitung assyrischer Soldaten auf den Weg nach Babylon. Unter den Geschwistern kommt es zu Streitigkeiten. Sowohl Salmanassar als auch Assur wollen Asparia heiraten. Tamil will die Reichtümer der Stadt stehlen und diese dann mit Hilfe von unterirdischen Rädern, die das Fundament Babylons bilden, zerstören. 
Herkules kann Asparia befreien und beginnt nun selber mit der Zerstörung Babylons mit Hilfe der Riesenräder. Salmanassar tötet Assur, wird aber dann selbst von Trümmerstücken erschlagen. Die assyrischen Soldaten wollen nun Asparia zu Malik bringen, die Königin wird jedoch von Tamil als Geisel genommen. Malik will mit Hilfe seiner Kavallerie Asparia befreien und zu seiner Königin machen, doch stellen sich Herkules und die befreiten babylonischen Sklaven gegen ihn. Herkules tötet Malik, seine Soldaten ergreifen die Flucht. Tamil begeht mit Gift Selbstmord, somit kann Herkules Asparia und die ehemaligen Sklaven nach Griechenland zurückbringen.

## Kritiken
Das Lexikon des internationalen Films bezeichnet das Werk als „trivialer Sandalenfilm nach gängigen Mustern, der unbekümmert Dichtung und (geschichtliche) Wahrheit mischt“.
Die Kinozeitschrift Cinema bewertete das „Sandalenabenteuer“ als „ansehnliches Spektakel“ und als „gehobene[n] Trash mit Unterhaltungswert“.

## Hintergrund
Der Film wurde am 25. Dezember 1964 in Italien uraufgeführt. In Deutschland kam er erstmals als TV-Premiere heraus. Am 15. November 1986 wurde er in der ehemaligen DDR im DFF gezeigt, in der Bundesrepublik zeigte man ihn am 4. Mai 1993 im ORB. Die deutsche Fassung ist dabei um sechs Minuten gekürzt.
In kleinen Nebenrollen als Ringer sind u. a. Sal Borgese, Piero Lulli und Pietro Torrisi zu sehen. Als Soldat übernahm Jeff Cameron eine kleine Nebenrolle, als junger Schäfer ist Andrea Scotti dabei. Arturo Dominici, Gilberto Galimberti und Daniele Vargas spielen Sklaven.
Hauptdarsteller Peter Lupus benutzte für diesen Film sein Pseudonym Rock Stevens.